# Simfonia núm. 3 (Nielsen)

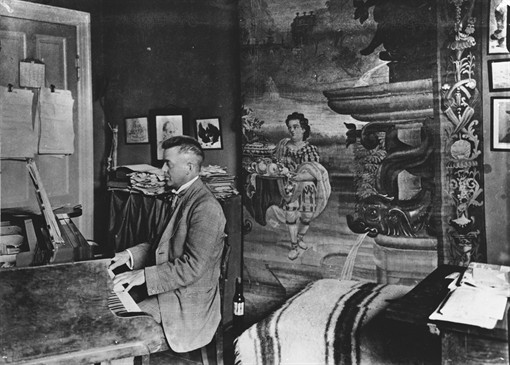
El taller de Nielsen a Vodroffsvej on va completar la el 1911

La Simfonia núm. 3 Sinfonia Espansiva, op. 27, FS 60, va ser composta pel compositor danès Carl Nielsen entre 1910 i 1911. Voltant els 38 minuts de durada, és única en la seva producció simfònica per tenir parts vocals, concretament solos sense paraules per a soprano i baríton en el segon moviment. La va compondre mentre era director de banda a la Det Kongelige Teater de Copenhaguen. El mateix Nielsen va dirigir l'estrena de l'obra, juntament amb l'estrena del seu Concert per a violí, el 28 de febrer de 1912 amb l'Orquestra Reial Danesa de Copenhaguen.
L'obra és vigorosa i poderosa, i el títol Expansiva, atorgat per Nielsen, significa no només el creixement rítmic i temàtic de la música, sinó també l'expansió de la mateixa ment i vida de Nielsen. La designació del caràcter del primer moviment (Allegro espansivo) serveix com a subtítol de la simfonia, que va ser donat pel mateix Nielsen. El compositor Robert Simpson va escriure que suggereix el "creixement exterior de l'abast de la ment".
Nielsen va rebre 5.000 marcs pels drets de publicació (CF Kahnt, Leipzig), una suma significativament superior a la que rebia habitualment dels seus editors. Va ser la primera de les simfonies de Nielsen que es va publicar comercialment en un disc, amb Erik Tuxen dirigint l'Orquestra Simfònica de la Ràdio Danesa.

## Origen i context
Després de culminar la Segona Simfonia (1902), van transcórrer vuit anys abans que Carl Nielsen decidís encarar novament l'exigent gènere simfònic. Durant aquest període va compondre sobretot música incidental i cantates. A més, a partir del 1910, Nielsen esdevé assistent de direcció al Teatre Reial, tenint molt poc temps per a compondre. A més, freqüentment era requerit amb poca antelació per substituir al director principal, Frederik Rung, per les representacions d'òpera al Teatre Reial de Copenhaguen. Va tardar una mica més d'un any a compondre-la, acabant el primer moviment el 13 d'abril de 1910, i el Finale el 30 d'abril de 1911. Entremig es va concentrar en la música per a l'obra Hagbarth og Signe i va patir una depressió. A la tardor i l'hivern del 1910, en un entorn molt advers a causa de les seves obligacions al Teatre Reial, Nielsen la va poder acabar.

## Moviments
1. Allegro espansivo
2. Andante pastorale
3. Allegretto un poco
4. Finale: Allegro

## Instrumentació
- 3 flautes, 3a flauta doblant flautí
- 3 oboès, 3r oboè doblant corn anglès
- 3 clarinets en la i si bemoll
- 3 fagots, 3r fagot doblant contrafagot
- 4 trompes en fa
- 3 trompetes en fa
- 3 trombons (2 tenors, 1 baix)
- Tuba
- Timbales
- Solo de soprano, només 2n moviment (substituïble per 4t clarinet)
- Solo de baríton, només 2n moviment (substituïble pel 4t trombó)
- Cordes

## Representacions
Nielsen va dirigir l'estrena a Copenhaguen el 28 de febrer de 1912, en un concert amb l'Orquestra Reial Danesa. Només dos mesos més tard, la va presentar a Amsterdam amb l'Orquestra Reial del Concertgebouw, sent ben rebuda en ambdós casos. Posteriorment, va dirigir l'obra tres vegades més a l'Òpera Reial de Copenhaguen. El 1913, va dirigir la simfonia a Stuttgart, Estocolm i Hèlsinki. El 1914, va ser el torn de Göteborg i, el 1922, també la va dirigir amb la Filharmònica de Berlín. La primera actuació pública al Regne Unit va ser el 1962, dirigida per Bryan Fairfax.
En un programa de mà d'un concert del 14 de gener de 1927 a Copenhaguen, Carl Nielsen la Tercera Simfonia com l'«obra que sota la direcció del compositor va establir el seu nom tant a casa com a l'estranger, especialment a Suècia, Finlàndia, Alemanya i els Països Baixos».